# لوون اووک (تنسی)
لوون اووک(به انگلیسی: Lone Oak) شهری در ایالت تنسی کشور ایالات متحده آمریکا است که جمعیت آن در سرشماری سال ۲۰۱۰ میلادی، ۱٬۲۰۶ نفر بوده‌است.